# Минчо Кацаров
Минчо Тодоров Кацаров е български художник, известен със своите портрети на Бетховен. Признат е за най-добрия портретист на Бетховен..

## Биография и творчество
Минчо Кацаров е роден на 3 септември 1891 г. в Брезово. Роден е с недоразвита дясна ръка. Цял живот си служи, по неволя, с лявата. С нея той рисува забележителните си платна, посветени на Бетховен..
Името му е по-добре познато в Европа, където е прекарал по-голямата част от живота си. Основен момент в творчеството му е „Кръг от картини за живота на Лудвиг ван Бетховен“. Бетовеновите платна художникът е създал след дълго и внимателно проучване на писма и документи, свързани с живота на композитора..
Умира на 1 октомври 1953 г. в Париж. На 3 септември 2011 г. в родното му място е открита Общинска художествена галерия „Минчо Кацаров“..